# Magnus Hök
Magnus Hök, född 1683, död 1750, var en svensk borgmästare, riksdagsledamot och politiker.

## Biografi
Magnus Hök föddes 1683. Han var son till länsmannen och frälsefogden John Torsson Hök (född 1646) och Katarina Ödman. Hök blev borgmästare i Eksjö och var 1727-1750 borgmästare i Jönköping. Han avled 1750.
Hök var riksdagsledamot för borgarståndet i Eksjö vid riksdagen 1719, riksdagen 1723 och riksdagen 1726–1727 och i Jönköping vid riksdagen 1731.

### Familj
Hök var gift med Margareta Katarina Billing (1690–1775). De fick tillsammans sonen borgmästaren Georg Reinhold Hök i Vänersborg.